# 이시카와 후사요시 (1704년)
이시카와 후사요시(일본어: 石川総慶, 1704년 12월 31일 ~ 1764년 7월 28일)는 에도 시대 중기의 다이묘이다. 야마시로 요도번 제3대 번주, 빗추 마쓰야마 번주, 이세 가메야마 번(이시카와가 재봉) 초대 번주를 지냈다. 이세 가메야마 번 이시카와가(伊勢亀山藩石川家) 제6대 당주.
후사요시는 요도 번 초대 번주 이시카와 노리유키의 장증손이자 요도 번 세자 이시카와 마사요시의 장손, 요도 번 세손 이시카와 가쓰유키의 장남이다.
요도 번 선대 번주이자 후사요시의 종조부 이시카와 요시타카의 후계부재로 후사요시는 요시타카의 양자가 된다.
| 전임 이시카와 요시타카 | 제3대 요도번 번주 (이시카와가) 1710년 ~ 1711년 | 후임 마쓰다이라 미쓰히로 |

| 전임 안도 노부토모 | 빗추 마쓰야마 번 번주 (이시카와가) 1711년 ~ 1744년 | 후임 이타쿠라 가쓰즈미 |

| 전임 이타쿠라 가쓰즈미 | 제1대 이세 가메야마 번 번주 (이시카와가, 재봉) 1744년 ~ 1764년 | 후임 이타쿠라 후사타카 |